# Charles Schwab Challenge
De Colonial Invitational is een golftoernooi in de Verenigde Staten en maakt deel uit van de Amerikaanse PGA Tour. Het toernooi vindt altijd plaats op de Colonial Country Club in Fort Worth, Texas. Sinds 2007 wordt het toernooi georganiseerd als de Crowne Plaza Invitational at Colonial.

## Invitational
De PGA heeft het toernooi de status van Invitational toegekend. Dit houdt in dat de spelerslijst niet volgens de categorie-indeling van de PGA wordt samengesteld. De top-80 spelers van het voorgaande jaar krijgen een uitnodiging, verder mag de toernooicommissie het spelersveld zelf aanvullen. 
Meestal doen er ongeveer 130 spelers mee maar in 2011 waren er 164 spelers. Het was het laatste toernooi waar spelers konden proberen in de top-10 van de Amerikaanse Order of Merit te komen om zo te kwalificeren voor het US Open.

## Traditie
De club is trots op enkele tradities:
- De winnaar krijgt een jasje gemaakt van een Schotse tartan. Alleen de voorzitter van de club mag ook zo'n jasje dragen.
- Er staat naast de eerste tee een marmeren muur, waarop alle namen van de kampioenen staan gegraveerd.
- Voormalige Colonial-winnaars mogen twee jonge spelers aanwijzen die mee mogen doen. Zo hebben Al Geiberger, Tom Weiskopf, Craig Stadler, Curtis Strange, Mark O'Meara, Paul Azinger en Davis Love III mee kunnen spelen. Vijf 'Champion's Choices' hebben de Colonial gewonnen, maar Dave Stockton is de enige die het won in het jaar dat hij op deze manier was uitgenodigd.

In 2002 speelde Annika Sörenstam mee, ze was toen de nummer 1 van de Amerikaanse Ladies Tour. Ze miste de cut. Enkele andere speelsters hebben ook een keer aan een mannentoernooi meegedaan, onder meer Michelle Wie (4x Sony Open in Hawaii) en Laura Davies (ANZ Championship 2004)

## Winnaars
| Jaar                                 | Winnaar                                                                | Score                                                                  | Score                                                                  | Info                                                                        |
| Colonial National Invitation         | Colonial National Invitation                                           | Colonial National Invitation                                           | Colonial National Invitation                                           | Colonial National Invitation                                                |
| ------------------------------------ | ---------------------------------------------------------------------- | ---------------------------------------------------------------------- | ---------------------------------------------------------------------- | --------------------------------------------------------------------------- |
| 1946                                 | Ben Hogan                                                              | 279                                                                    | –1                                                                     |                                                                             |
| 1947                                 | Ben Hogan                                                              | 279                                                                    | –1                                                                     |                                                                             |
| 1948                                 | Clayton Heafner                                                        | 272                                                                    | –8                                                                     |                                                                             |
| 1949                                 | Geen toernooi vanwege overstroming op de golfbaan                      | Geen toernooi vanwege overstroming op de golfbaan                      | Geen toernooi vanwege overstroming op de golfbaan                      | Geen toernooi vanwege overstroming op de golfbaan                           |
| 1950                                 | Sam Snead                                                              | 277                                                                    | –3                                                                     |                                                                             |
| 1951                                 | Cary Middlecoff                                                        | 282                                                                    | +2                                                                     |                                                                             |
| 1952                                 | Ben Hogan                                                              | 279                                                                    | –1                                                                     |                                                                             |
| 1953                                 | Ben Hogan                                                              | 282                                                                    | +2                                                                     |                                                                             |
| 1954                                 | Johnny Palmer                                                          | 280                                                                    | par                                                                    |                                                                             |
| 1955                                 | Chandler Harper                                                        | 276                                                                    | –4                                                                     |                                                                             |
| 1956                                 | Mike Souchak                                                           | 280                                                                    | par                                                                    |                                                                             |
| 1957                                 | Roberto De Vicenzo                                                     | 284                                                                    | +4                                                                     |                                                                             |
| 1958                                 | Tommy Bolt                                                             | 282                                                                    | +2                                                                     |                                                                             |
| 1959                                 | Ben Hogan po                                                           | 285                                                                    | +5                                                                     | Won de play-off van Fred Hawkins                                            |
| 1960                                 | Julius Boros                                                           | 280                                                                    | par                                                                    |                                                                             |
| 1961                                 | Doug Sanders                                                           | 281                                                                    | +1                                                                     |                                                                             |
| 1962                                 | Arnold Palmer po                                                       | 281                                                                    | +1                                                                     | Won de play-off van Johnny Pott                                             |
| 1963                                 | Julius Boros                                                           | 279                                                                    | –1                                                                     |                                                                             |
| 1964                                 | Billy Casper                                                           | 279                                                                    | –1                                                                     |                                                                             |
| 1965                                 | Bruce Crampton                                                         | 276                                                                    | –4                                                                     |                                                                             |
| 1966                                 | Bruce Devlin                                                           | 280                                                                    | par                                                                    |                                                                             |
| 1967                                 | Dave Stockton                                                          | 278                                                                    | –2                                                                     |                                                                             |
| 1968                                 | Billy Casper                                                           | 275                                                                    | –5                                                                     |                                                                             |
| 1969                                 | Gardner Dickinson                                                      | 278                                                                    | –2                                                                     |                                                                             |
| 1970                                 | Homero Blancas                                                         | 273                                                                    | –7                                                                     |                                                                             |
| 1971                                 | Gene Littler                                                           | 283                                                                    | +3                                                                     |                                                                             |
| 1972                                 | Jerry Heard                                                            | 275                                                                    | –5                                                                     |                                                                             |
| 1973                                 | Tom Weiskopf                                                           | 276                                                                    | –4                                                                     |                                                                             |
| 1974                                 | Rod Curl                                                               | 276                                                                    | –4                                                                     |                                                                             |
| 1975                                 | Geen toernooi want de club ontving het Tournament Players Championship | Geen toernooi want de club ontving het Tournament Players Championship | Geen toernooi want de club ontving het Tournament Players Championship | Geen toernooi want de club ontving het Tournament Players Championship      |
| 1976                                 | Lee Trevino                                                            | 273                                                                    | –7                                                                     |                                                                             |
| 1977                                 | Ben Crenshaw                                                           | 272                                                                    | –8                                                                     |                                                                             |
| 1978                                 | Lee Trevino                                                            | 268                                                                    | –12                                                                    |                                                                             |
| 1979                                 | Al Geiberger                                                           | 274                                                                    | –6                                                                     |                                                                             |
| 1980                                 | Bruce Lietzke                                                          | 271                                                                    | –9                                                                     |                                                                             |
| 1981                                 | Fuzzy Zoeller                                                          | 274                                                                    | –6                                                                     |                                                                             |
| 1982                                 | Jack Nicklaus                                                          | 273                                                                    | –7                                                                     |                                                                             |
| 1983                                 | Jim Colbert po                                                         | 278                                                                    | –2                                                                     | Won de play-off van Fuzzy Zoeller                                           |
| 1984                                 | Peter Jacobsen po                                                      | 270                                                                    | –10                                                                    | Won de play-off van Payne Stewart                                           |
| 1985                                 | Corey Pavin                                                            | 266                                                                    | –14                                                                    |                                                                             |
| 1986                                 | Dan Pohl po                                                            | 205                                                                    | –5                                                                     | Wegen slechte weer, afgewerkt in 3 ronden Won de play-off van Payne Stewart |
| 1987                                 | Keith Clearwater                                                       | 266                                                                    | –14                                                                    |                                                                             |
| 1988                                 | Lanny Wadkins                                                          | 270                                                                    | –10                                                                    |                                                                             |
| Southwestern Bell Colonial           |                                                                        |                                                                        |                                                                        |                                                                             |
| 1989                                 | Ian Baker-Finch                                                        | 270                                                                    | –10                                                                    |                                                                             |
| 1990                                 | Ben Crenshaw                                                           | 272                                                                    | –8                                                                     |                                                                             |
| 1991                                 | Tom Purtzer                                                            | 267                                                                    | –13                                                                    |                                                                             |
| 1992                                 | Bruce Lietzke po                                                       | 267                                                                    | –13                                                                    | Won de play-off van Corey Pavin                                             |
| 1993                                 | Fulton Allem                                                           | 264                                                                    | –16                                                                    |                                                                             |
| 1994                                 | Nick Price po                                                          | 266                                                                    | –14                                                                    | Won de play-off van Scott Simpson                                           |
| Colonial National Invitation         |                                                                        |                                                                        |                                                                        |                                                                             |
| 1995                                 | Tom Lehman                                                             | 271                                                                    | –9                                                                     |                                                                             |
| MasterCard Colonial                  |                                                                        |                                                                        |                                                                        |                                                                             |
| 1996                                 | Corey Pavin                                                            | 272                                                                    | –8                                                                     |                                                                             |
| 1997                                 | David Frost                                                            | 265                                                                    | –15                                                                    |                                                                             |
| 1998                                 | Tom Watson                                                             | 265                                                                    | –15                                                                    |                                                                             |
| 1999                                 | Olin Browne                                                            | 272                                                                    | –8                                                                     |                                                                             |
| 2000                                 | Phil Mickelson                                                         | 268                                                                    | –12                                                                    |                                                                             |
| 2001                                 | Sergio García                                                          | 267                                                                    | –13                                                                    |                                                                             |
| 2002                                 | Nick Price                                                             | 267                                                                    | –13                                                                    |                                                                             |
| Bank of America Colonial             |                                                                        |                                                                        |                                                                        |                                                                             |
| 2003                                 | Kenny Perry                                                            | 261                                                                    | –19                                                                    |                                                                             |
| 2004                                 | Steve Flesch                                                           | 269                                                                    | –11                                                                    |                                                                             |
| 2005                                 | Kenny Perry                                                            | 261                                                                    | –19                                                                    |                                                                             |
| 2006                                 | Tim Herron po                                                          | 268                                                                    | –12                                                                    | Won de play-off van Richard S. Johnson                                      |
| Crown Plaza Invitational at Colonial |                                                                        |                                                                        |                                                                        |                                                                             |
| 2007                                 | Rory Sabbatini po                                                      | 266                                                                    | –14                                                                    | Won de play-off van Jim Furyk en Bernhard Langer                            |
| 2008                                 | Phil Mickelson                                                         | 266                                                                    | –14                                                                    |                                                                             |
| 2009                                 | Steve Stricker po                                                      | 263                                                                    | –17                                                                    | Won de play-off van Tim Clark en Steve Marino                               |
| 2010                                 | Zach Johnson                                                           | 259                                                                    | –21                                                                    |                                                                             |
| 2011                                 | David Toms                                                             | 265                                                                    | –15                                                                    |                                                                             |
| 2012                                 | Zach Johnson                                                           | 268                                                                    | –12                                                                    |                                                                             |
| 2013                                 | Boo Weekley                                                            | 266                                                                    | –14                                                                    |                                                                             |
| 2014                                 | Adam Scott po                                                          | 271                                                                    | –9                                                                     | Won de play-off van Jason Dufner                                            |
| 2015                                 | Chris Kirk                                                             | 268                                                                    | –12                                                                    |                                                                             |

| Toernooirecord |  | po = winnaar na play-off |

### Meerdere winnaars
Tot op heden wonnen elf golfers dit toernooi meer dan twee keer.
5 zeges
- Ben Hogan: 1946, 1947, 1952, 1953, 1959

2 zeges
- Julius Boros: 1960, 1963
- Billy Casper: 1964, 1968
- Lee Trevino: 1976, 1978
- Ben Crenshaw: 1977, 1990
- Bruce Lietzke: 1980, 1992
- Corey Pavin: 1985, 1996
- Nick Price: 1994, 2002
- Kenny Perry: 2003, 2005
- Phil Mickelson: 2000, 2008
- Zach Johnson: 2010, 2012